# George Saiko

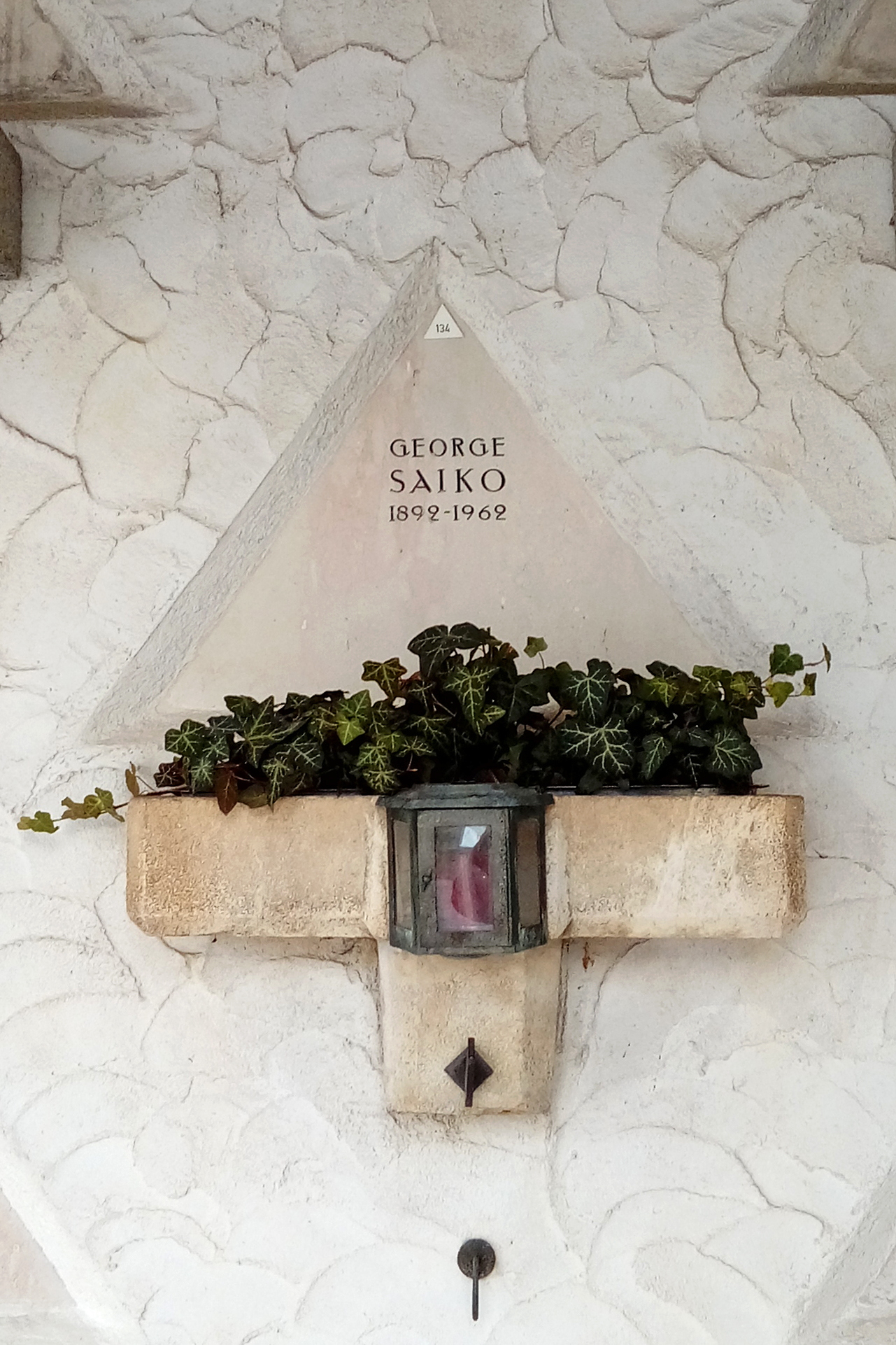
Grabstätte von George Saiko

George Saiko, eigentlich Emanuel Georg Josef Saiko, (* 5. Februar 1892 in Seestadtl, Böhmen, Österreich-Ungarn; † 23. Dezember 1962 in Wien) war ein österreichischer Schriftsteller und Kunsthistoriker.

## Leben
Georg Saiko kam 1910 mit seiner Familie nach Mödling bei Wien und studierte ab 1912 an der Universität Wien Kunstgeschichte, Klassische Archäologie, Philosophie und Psychologie. 1924 wurde er mit der Dissertation Der frühbarocke Palastbau in Wien dort promoviert.
In Wien lernte er Franz Theodor Csokor kennen, der ihm zu ersten Publikationsmöglichkeiten verhalf, so erschienen die Erzählungen Das letzte Ziel (1913) und Die gnadenlose Stadt (1914). Er schloss Freundschaft mit Hermann Broch und lernte Robert Musil kennen. 1913 war er auch als Mitglied der Schauspieltruppe von Ida Orloff am "Deutschen Theater" in Sankt Petersburg tätig.
In der Folge widmete er sich kunsthistorischen Themen für englische und amerikanische Kunstzeitschriften und seiner schriftstellerische Tätigkeit. Nach dem Anschluss Österreichs wurde er, da er nicht der Reichsschrifttumskammer angehörte, im Jahr 1939 mit Schreibverbot belegt und der Graphischen Sammlung Albertina als Beamter zugeteilt und war dort mit der kriegsbedingten Auslagerung der Kunstbestände befasst. Von Februar 1945 bis März 1946 leitete er mit Heinrich Leporini provisorisch die Albertina. Am 30. November 1950 wurde er an der Albertina wegen persönlicher Divergenzen mit dem Direktor Otto Benesch fristlos entlassen. Danach war er unter großen materiellen Schwierigkeiten als freier Schriftsteller tätig.
Saikos Grab befindet sich im Urnenhain der Feuerhalle Simmering. Es zählt zu den ehrenhalber gewidmeten bzw. ehrenhalber in Obhut genommenen Grabstellen der Stadt Wien.

## Literarisches Werk
Sein Roman Auf dem Floß (1948) und die Komödie Hof- und Personalnachrichten (entstanden 1931/32, Uraufführung 1938 durch den Anschluss verhindert, Uraufführung 1988 am Theater in der Josefstadt) setzten sich mit dem Untergang der Habsburgermonarchie auseinander. Der Roman Der Mann im Schilf (1955) handelt vom Juliputsch 1934. Der Roman wurde 1978 unter dem gleichnamigen Titel verfilmt.

## Auszeichnungen und Erinnerung
- 1955 Theodor-Körner-Preis
- 1959 Preis der Stadt Wien für Literatur
- 1962 Großer Österreichischer Staatspreis für Literatur

Im Jahr 1966 wurde in Wien-Donaustadt (22. Bezirk) die Saikogasse nach ihm benannt.
Von 1987 bis 1992 erschien im Residenz-Verlag das Gesamtwerk Saikos in einer fünfbändigen Ausgabe. Der Nachlass des Autors ging im Jahre 1997 an das Österreichische Literaturarchiv der Österreichischen Nationalbibliothek.
Von den Erben wird seit 2000 alle zwei Jahre das George-Saiko-Reisestipendium an österreichische Autoren vergeben, bisherige Preisträger waren Oswald Egger, Brigitta Falkner, Josef Winkler (2004), Olga Flor, Ann Cotten, Sabine Scholl (2010), Dimitré Dinev, Thomas Stangl, Marianne Jungmaier (2016) und Barbi Marković (2018).

## Schriften (Auswahl)
- Auf dem Floß. Limes Verlag, Wiesbaden 1948. 2. neubearbeitete Auflage, Marion von Schröder Verlag, Hamburg 1954.
- Der Mann im Schilf. Hamburg 1955.
- Giraffe unter Palmen – Geschichten vom Mittelmeer, Hans-Deutsch Verlag, Wien Stuttgart Basel 1962.
- Sämtliche Werke, Bände 1–5. Hrsg. von Adolf Haslinger. Residenz-Verlag Salzburg, Wien 1987–1992.